# Масакр у Шчуровој
Масакр у Шчуровој био је убиство 93 Рома, укључујући децу, жене и старце, од стране немачких нацистичких окупатора у пољском селу Шчурова 3. августа 1943. Између десет и двадесет породица насељених Рома било је живео у Шчуровој генерацијама, поред етничких Пољака са којима су имали пријатељске и суседске односе. Били су довољно интегрисани у општу заједницу да је постојало неколико мешовитих бракова. Немачка полиција је 3. августа 1943. покупила скоро све ромске становнике села и превезла их на локално гробље где су стрељани. У документима месне цркве сачуван је списак свих страдалих.
Мештани села и чланови месних борачких удружења поставили су 8. маја 1956. године спомен-камен са одговарајућим натписом на месту масовне гробнице жртава. Ово је постао први спомен-обележје жртвама холокауста Рома у свету. О спомен обележју брину овдашњи школарци и сећање на трагедију је део локалне историјске свести.
Од 1960. године Роми из Тарнова долазе у регион да одају почаст жртвама. Од 1996. Међународни ромски караван сећања путује по региону Тарнова у знак сећања на масовна нацистичка убиства Рома током Другог светског рата. Главна станица каравана је Шчурова где се после посете масовној гробници одржава миса у локалној цркви.
Регион Тарнова је био место других нацистичких злочина над Ромима, поред оног у Шчуровој. Већина идентитета жртава и место сахране су непознати. Друге масовне гробнице убијених Рома у региону укључују оне у Белчи (28 убијених), Борзећин Долни (28 убијених) и Забно (49 убијених).
Роми, који су живели у Европи од 15. века, били су међу групама које је режим Трећег рајха издвојио за прогон и често су убијани заједно са Јеврејима. Нацисти су широм Европе убили између 500.000 и 1.500.000 Рома током Холокауста.